# Echinoderes capitatus
Echinoderes capitatus är en djurart som tillhör fylumet pansarmaskar, och som först beskrevs av Carl Zelinka 1928.  Echinoderes capitatus ingår i släktet Echinoderes och familjen Echinoderidae. Inga underarter finns listade i Catalogue of Life.